# John Sadiek
Jonas Barkatali (John) Sadiek (Paramaribo, 22 juni 1945) is een Surinaams dammer. Hij is recordkampioen van Suriname met 11 nationale titels die hij behaalde in 1965, 1987, 1988, 1992, 1993, 1994, 1996, 2001, 2002, 2006 en 2007. Hij is een van de twee internationale meesters (IM) van Suriname.

## Biografie
John Sadiek kwam uit in het Pan-Amerikaans kampioenschap 1987 (3e plaats met 19 uit 13), 1993 (3e plaats met 12 uit 9), 1997 (4e plaats met 14 uit 12), 2002 (5e plaats met 25 uit 18) en 2009 (met Joao Batista Viveiros Brandao gedeelde 2e plaats in de sneldambarrage achter Ricardo Pierre). 
Hij kwam uit in het wereldkampioenschap 1988 in Paramaribo (15e plaats met 13 uit 19) en het wereldkampioenschap 1996 in Abidjan (gedeelde 6e plaats met 4 uit 7 in groep B van de voorronde). 

## Persoonlijk
Hij is getrouwd en kreeg drie kinderen die alle drie zijn gaan dammen. Zijn zoon Jerry werd derde tijdens het Surinaams Kampioenschap van 2009 en eerste tijdens het open kampioenschap van Suriname van 2010.